# Église Saint-Antoine-du-Désert de Maurin
L'église Saint-Antoine-du-Désert est une église située à Saint-Paul-sur-Ubaye, à l'extrémité isolée de la vallée vers les sources de l'Ubaye, en France. Après le verrou géologique haut de la Blachière, un groupe de plusieurs hameaux proches entre eux, La Barge, Maljasset, Combe-Brémont, Saint Bernard (disparu) occupaient ce vallon difficile d'accès. Éloignés, ils étaient a plus d'une heure de marche, en été, de toutes autres zones habités. C'est pour cette raison qu'en 1431 l'érection de cette communauté en paroisse aboutit. À cette époque tous les habitants devaient descendre à Serenne comme les habitants de Fouillouse (Jusqu'en 1534 pour ces derniers) pour rejoindre leur curé qui se rendait parfois à leur chevet. 

## Description

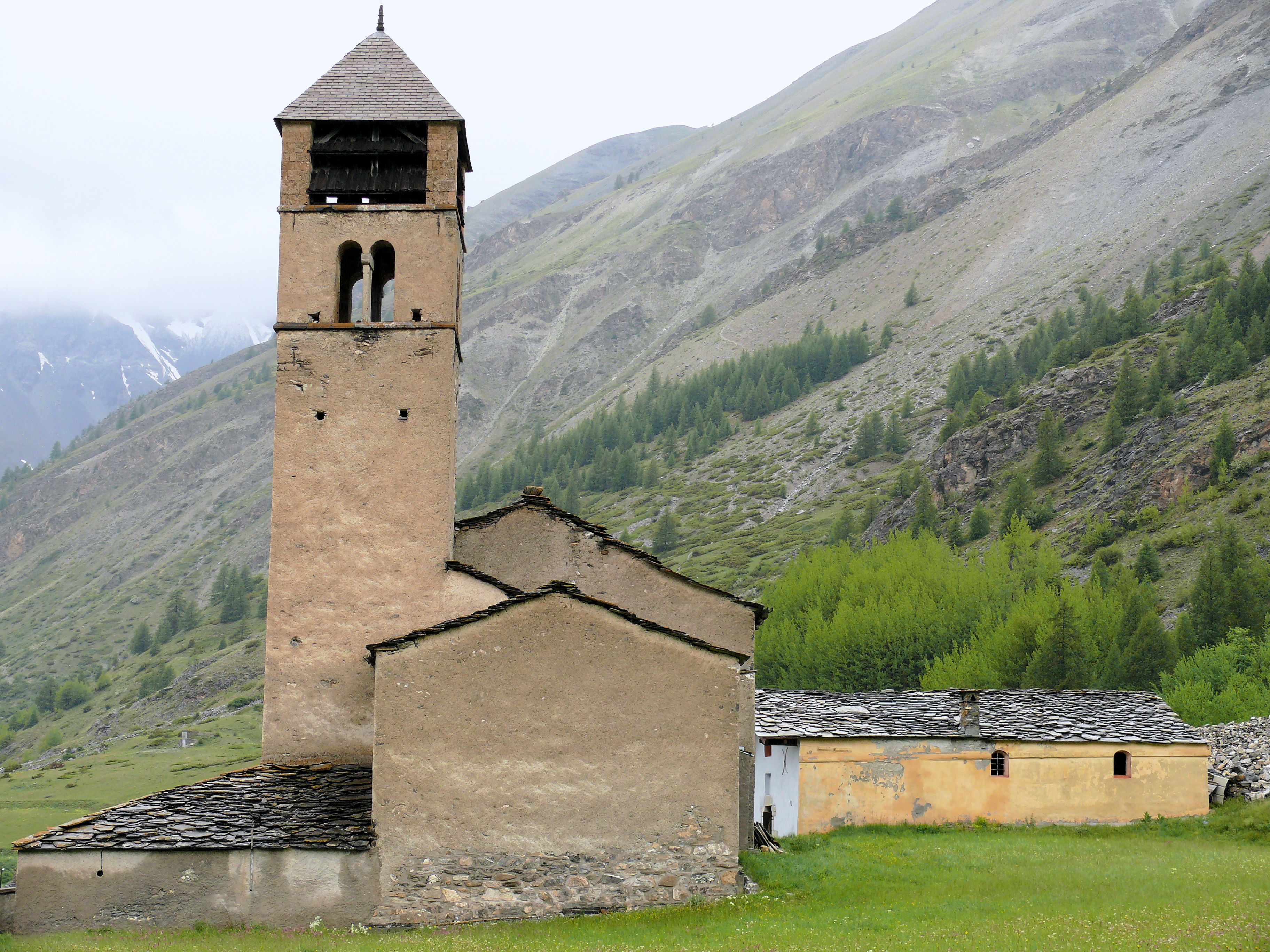
Avec la chapelle des pénitents. Vue à partir de l'amont.
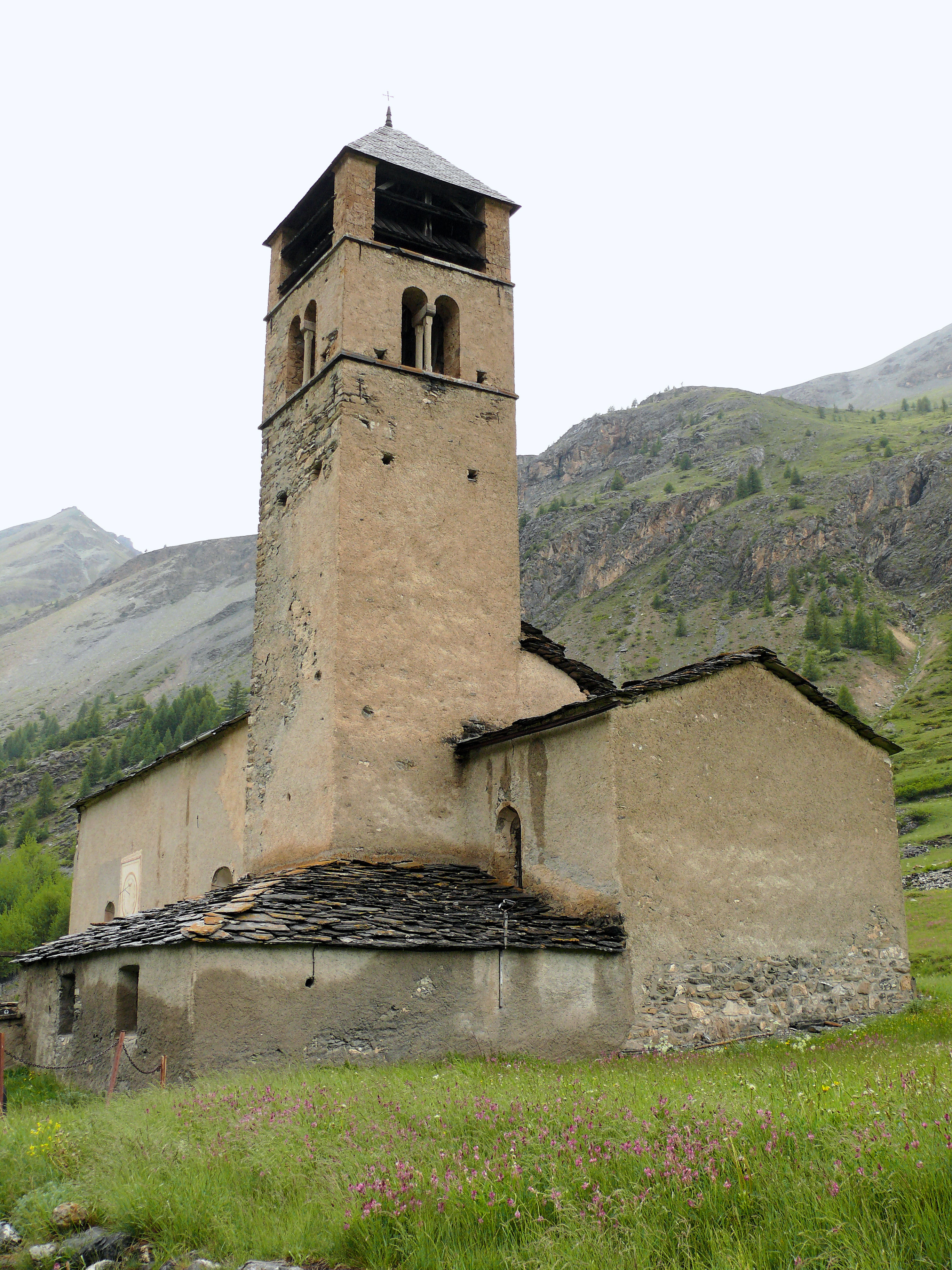
Vue à partir du sud-est avec la sacristie.
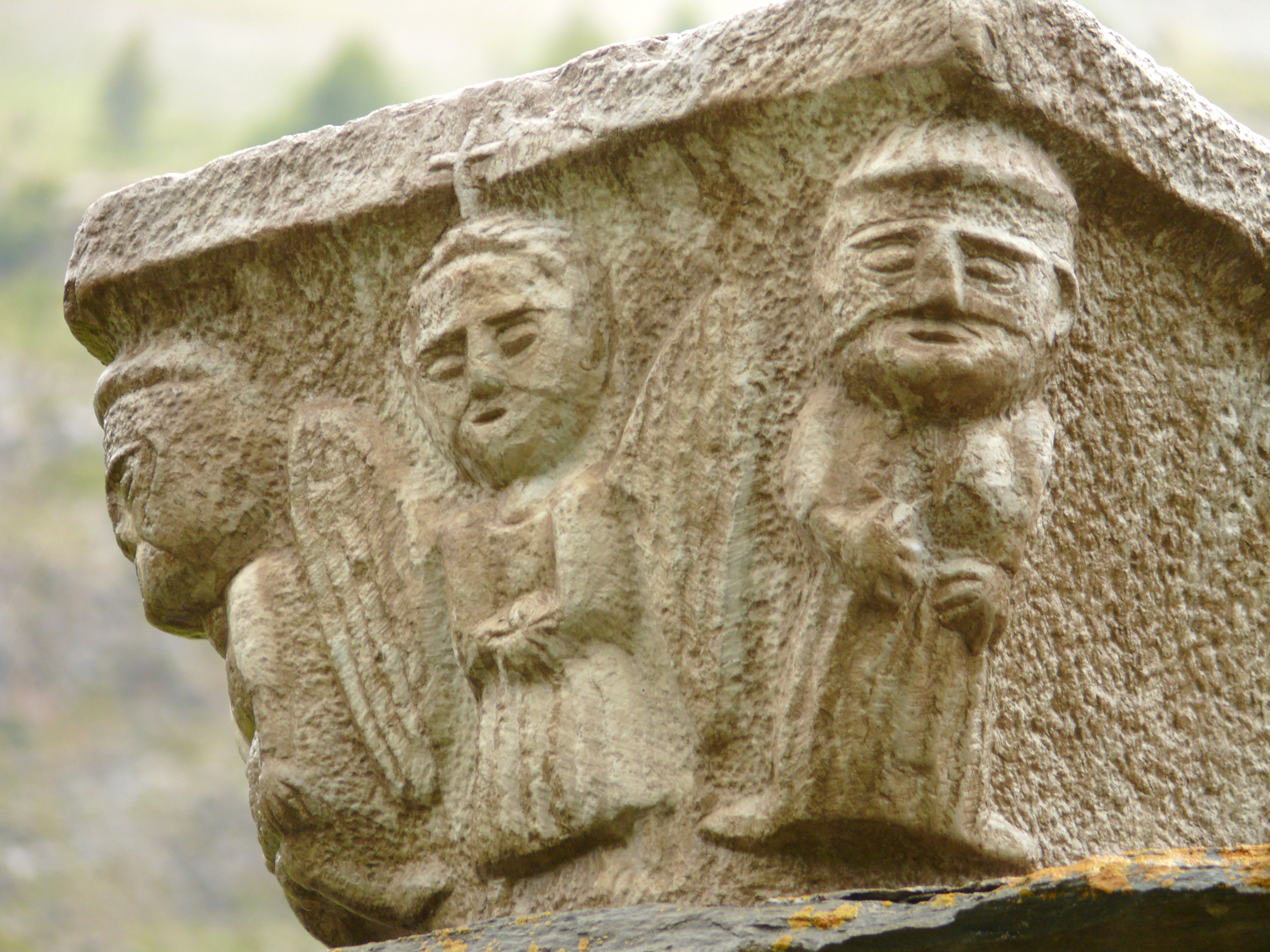
Chapiteau de pilier.
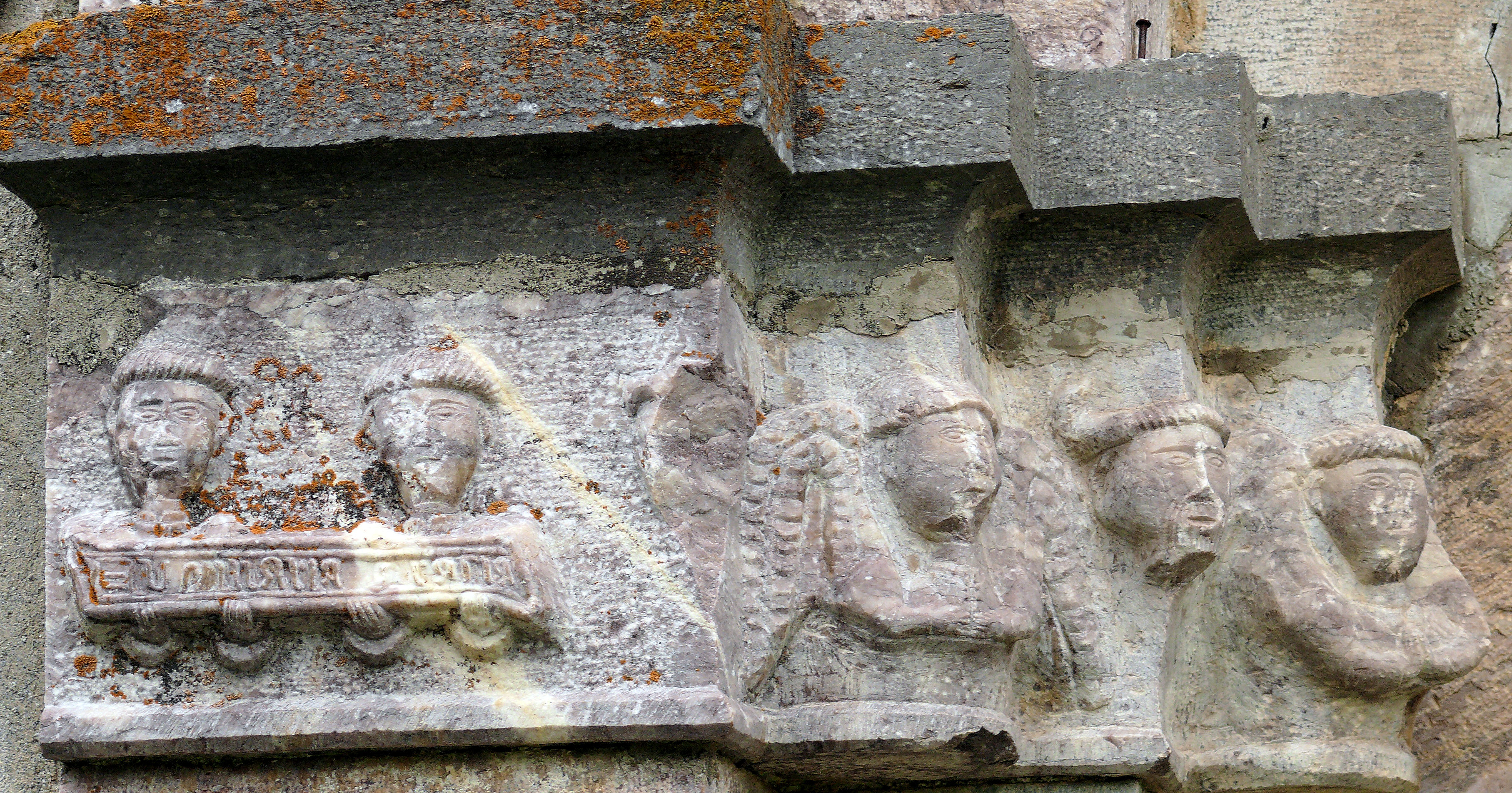
Portail entrée chapiteau côté gauche.
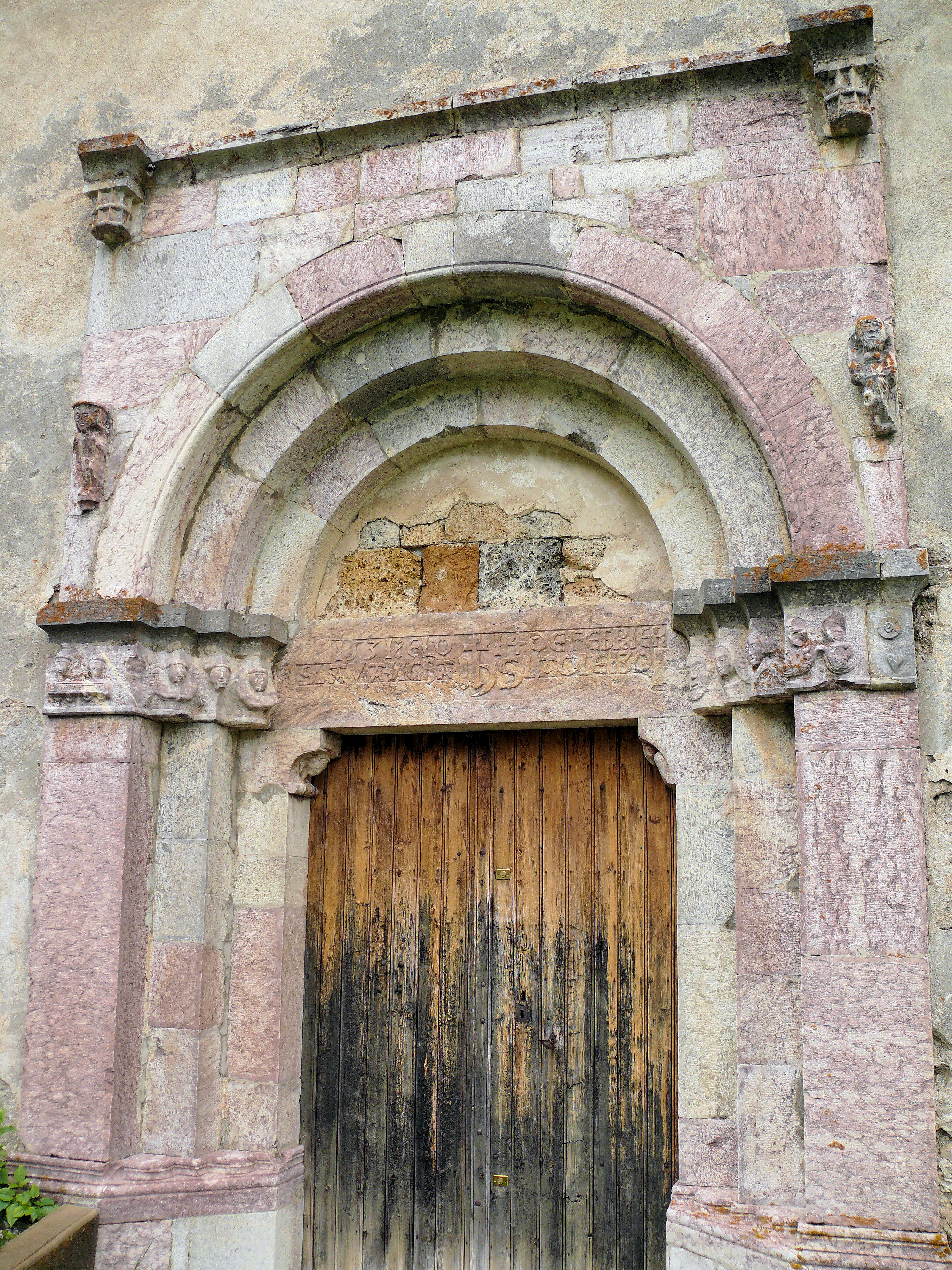
Portail entrée dans sa totalité.
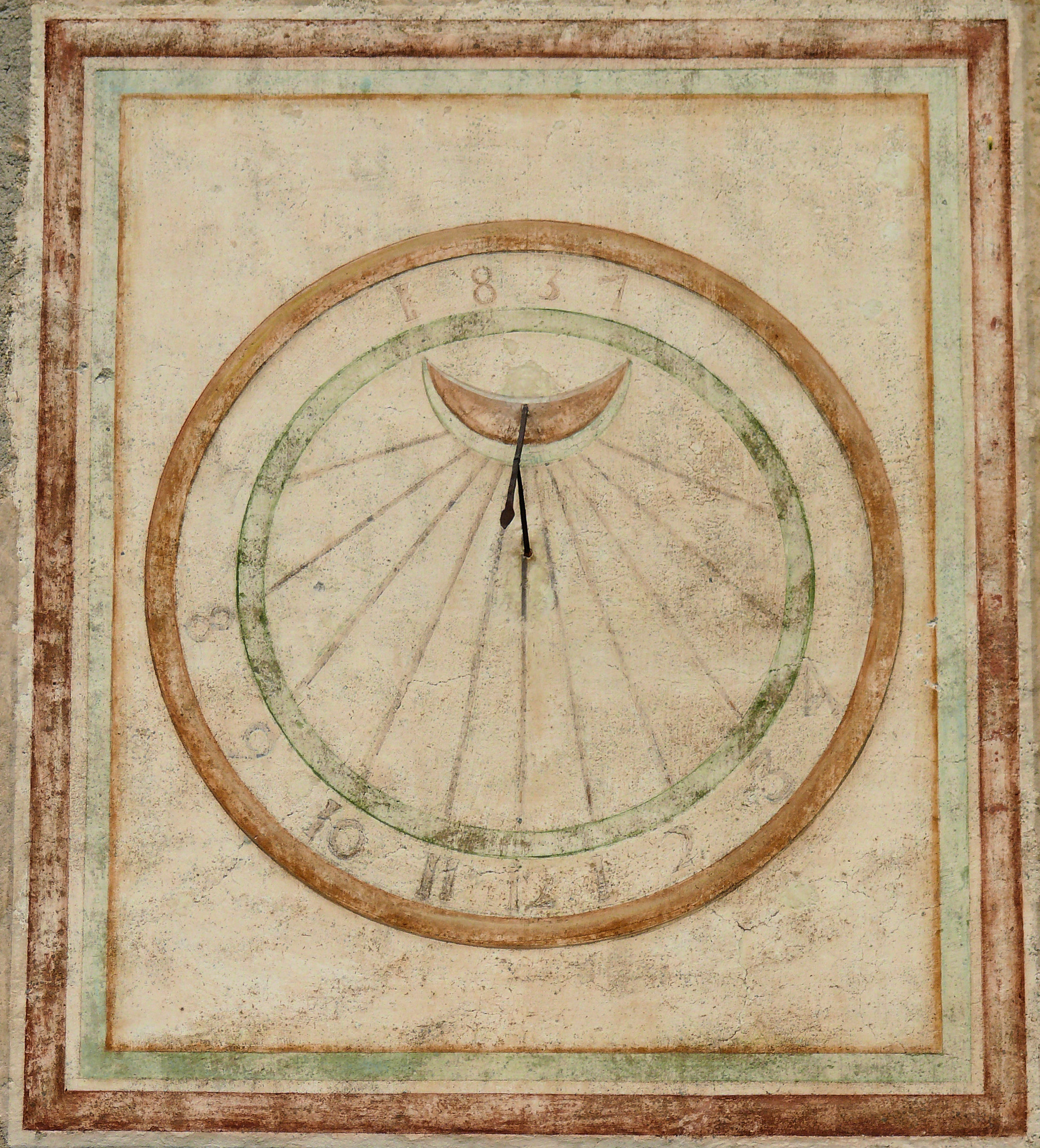
Cadran solaire de 1837.
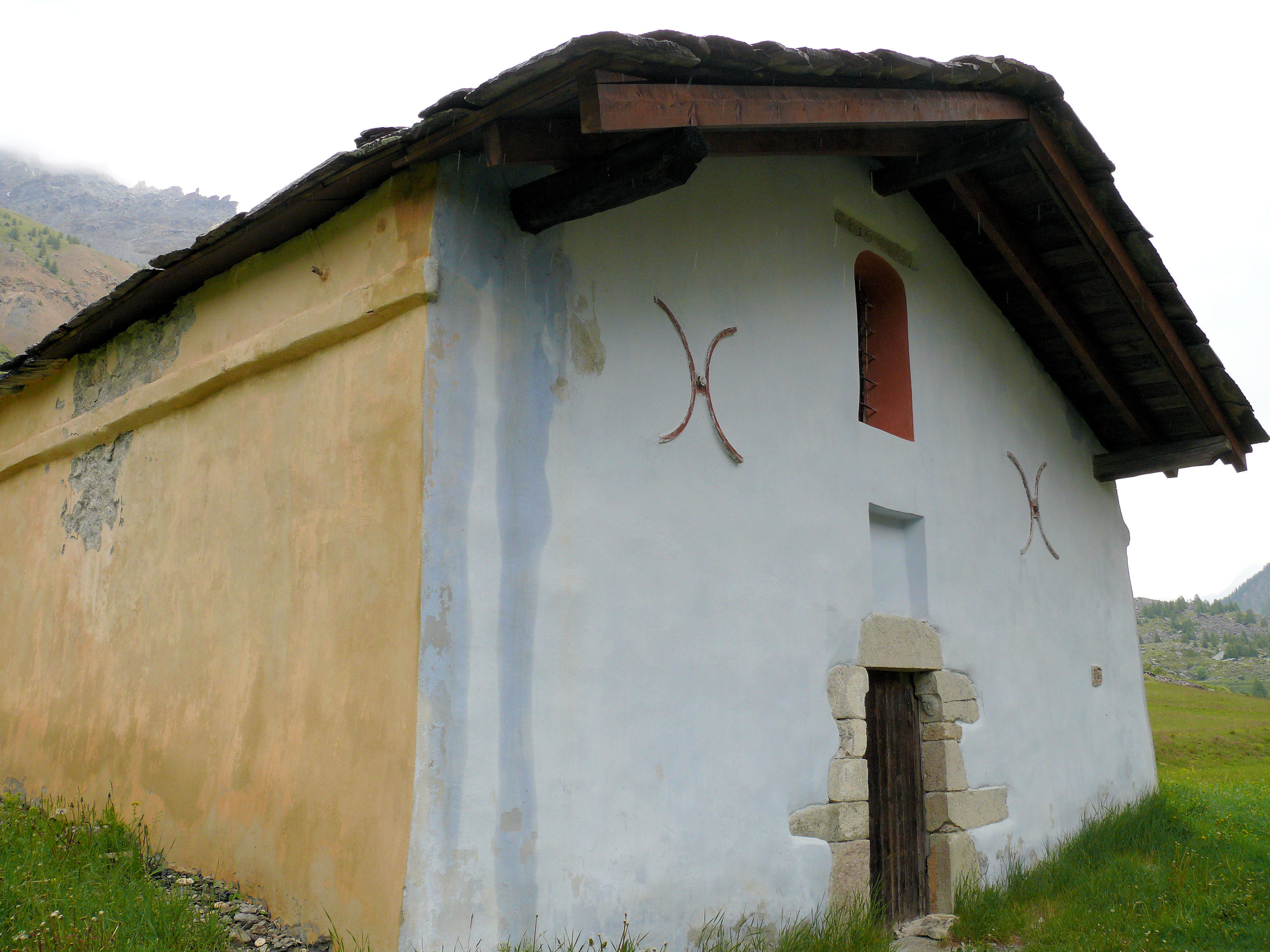
Attenante la chapelle des pénitentes.
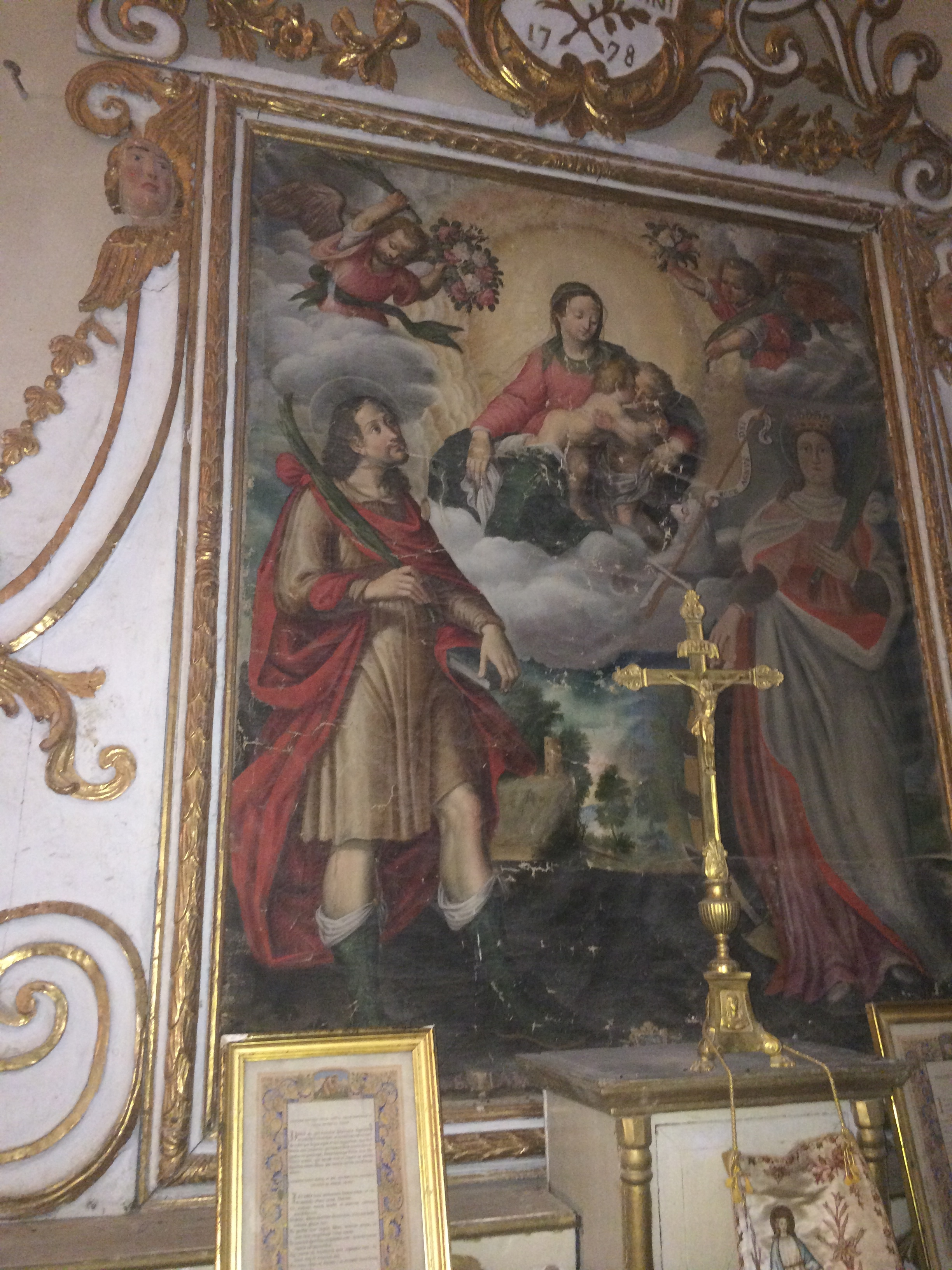
ora pro nobis beate Flamini 1778.
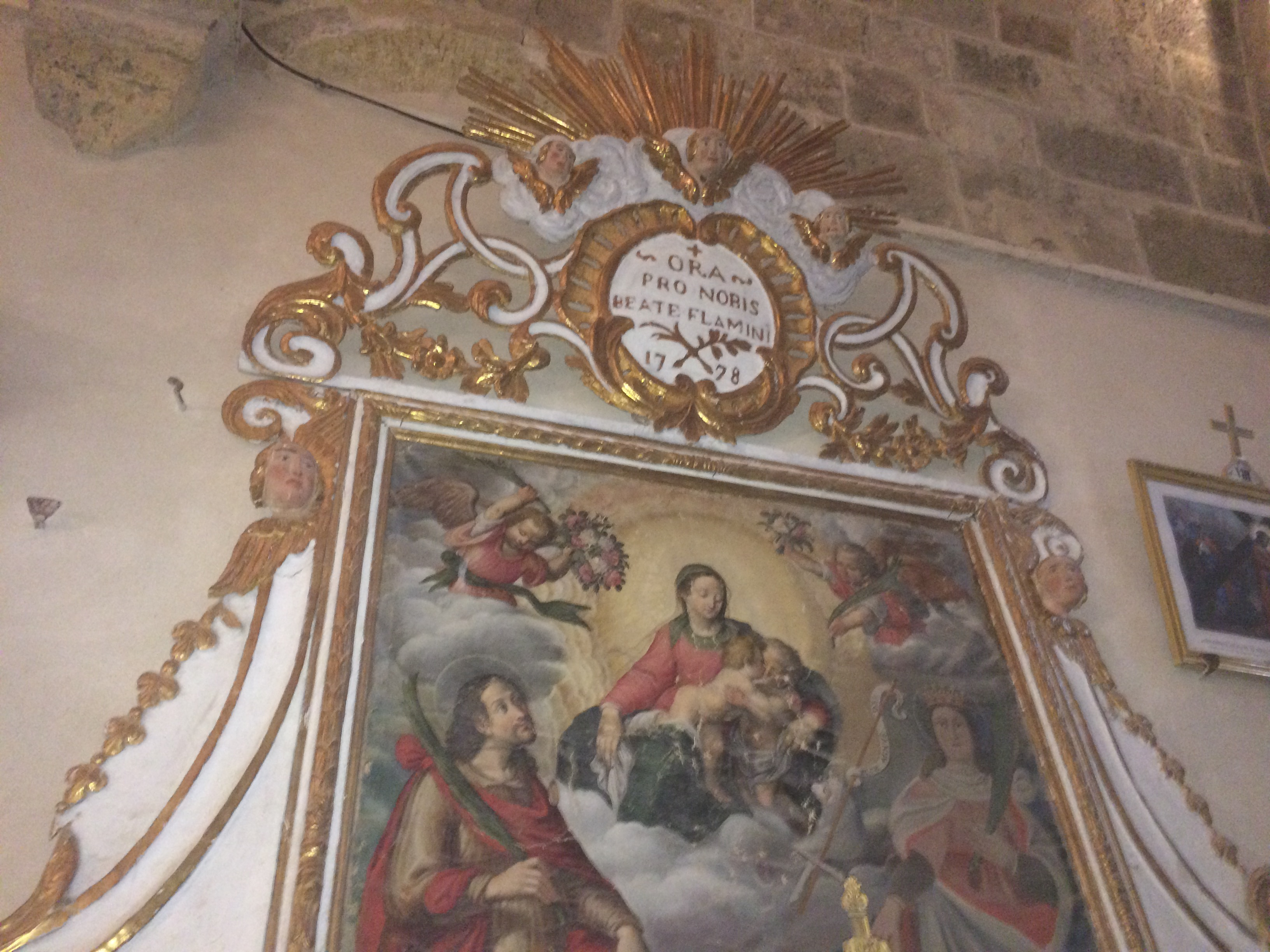
Il est très abîmé.
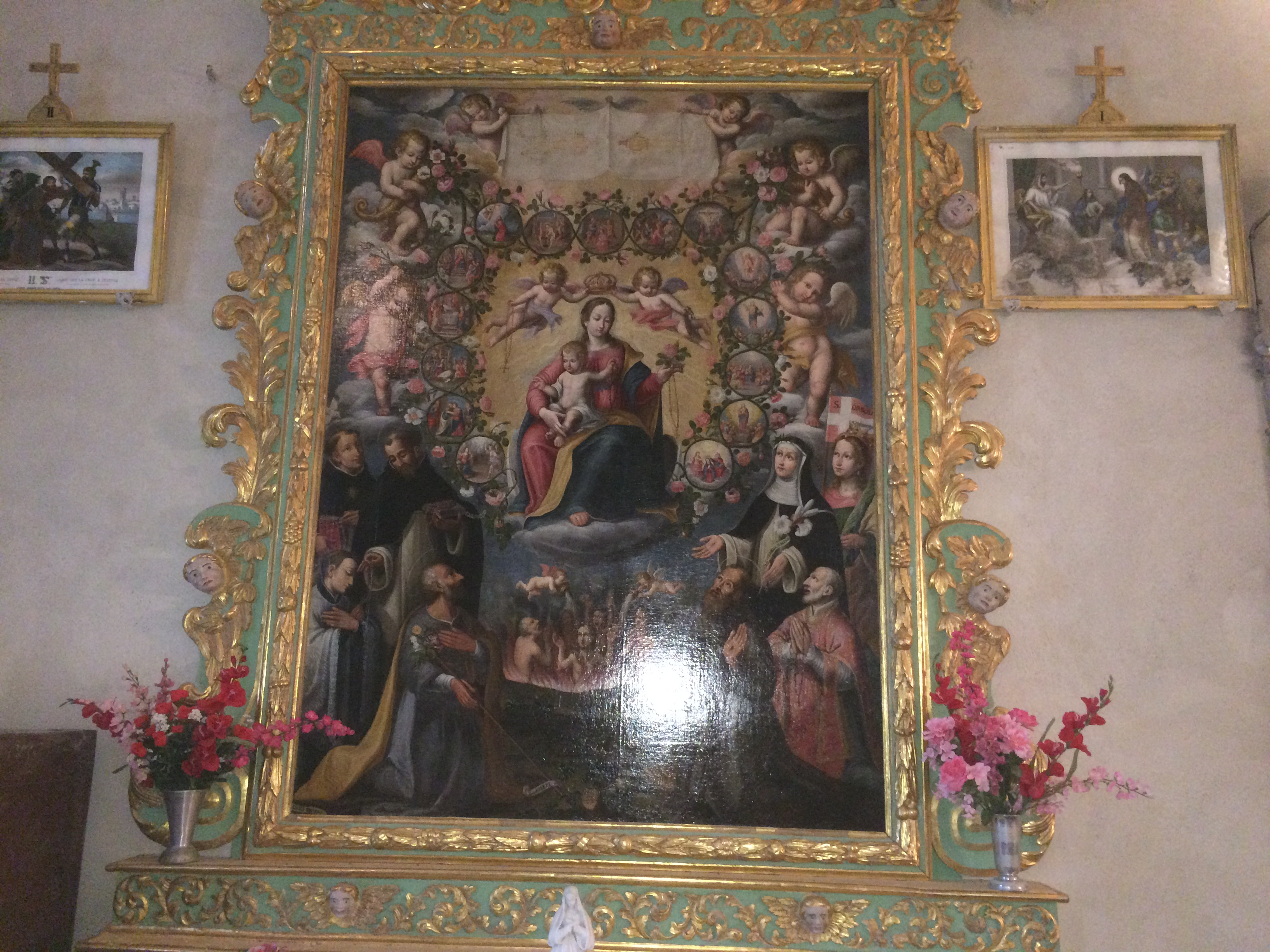
C'est une pièce magnifique par ses couleurs et détails très soignés.
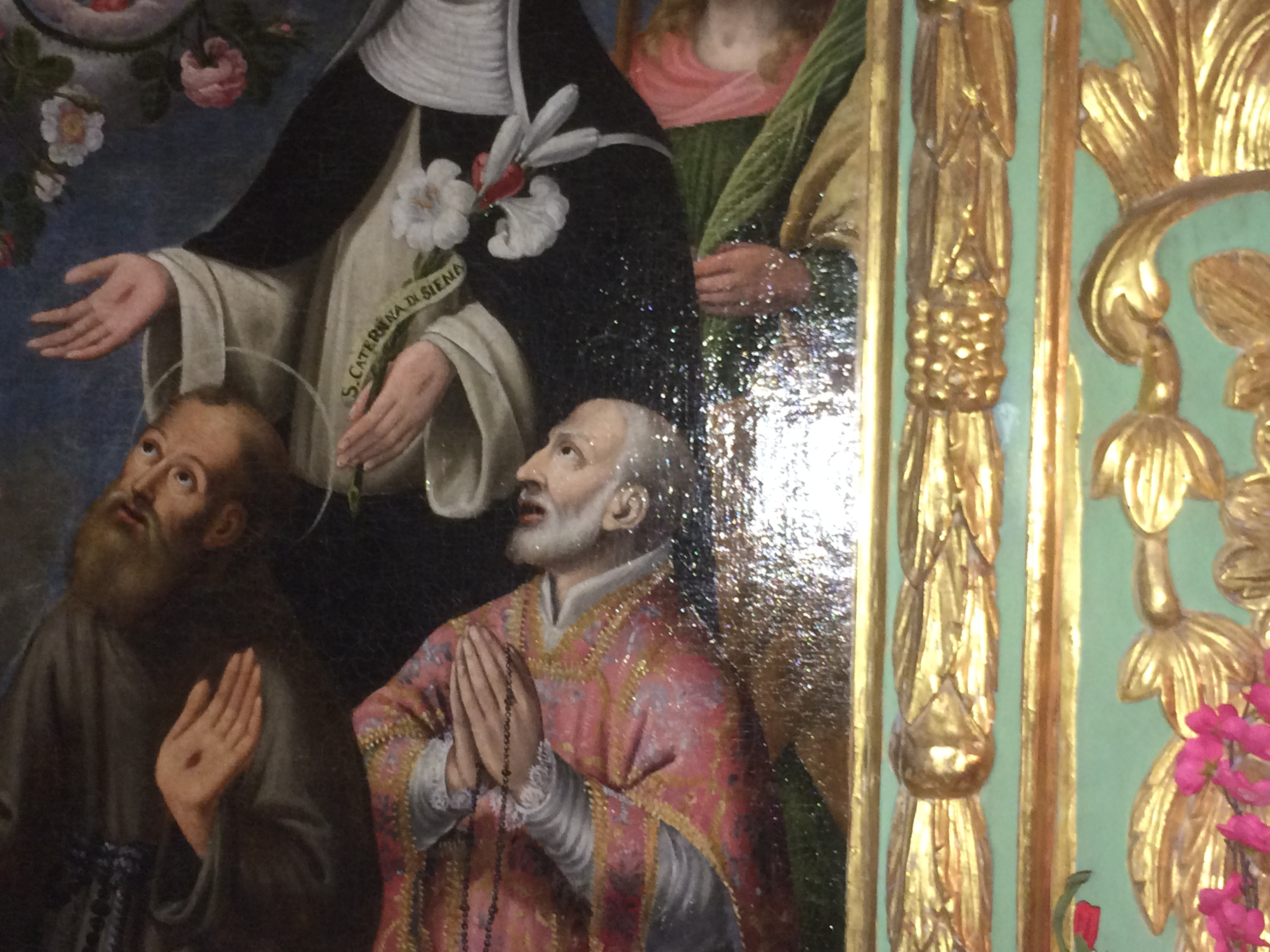
A gauche.
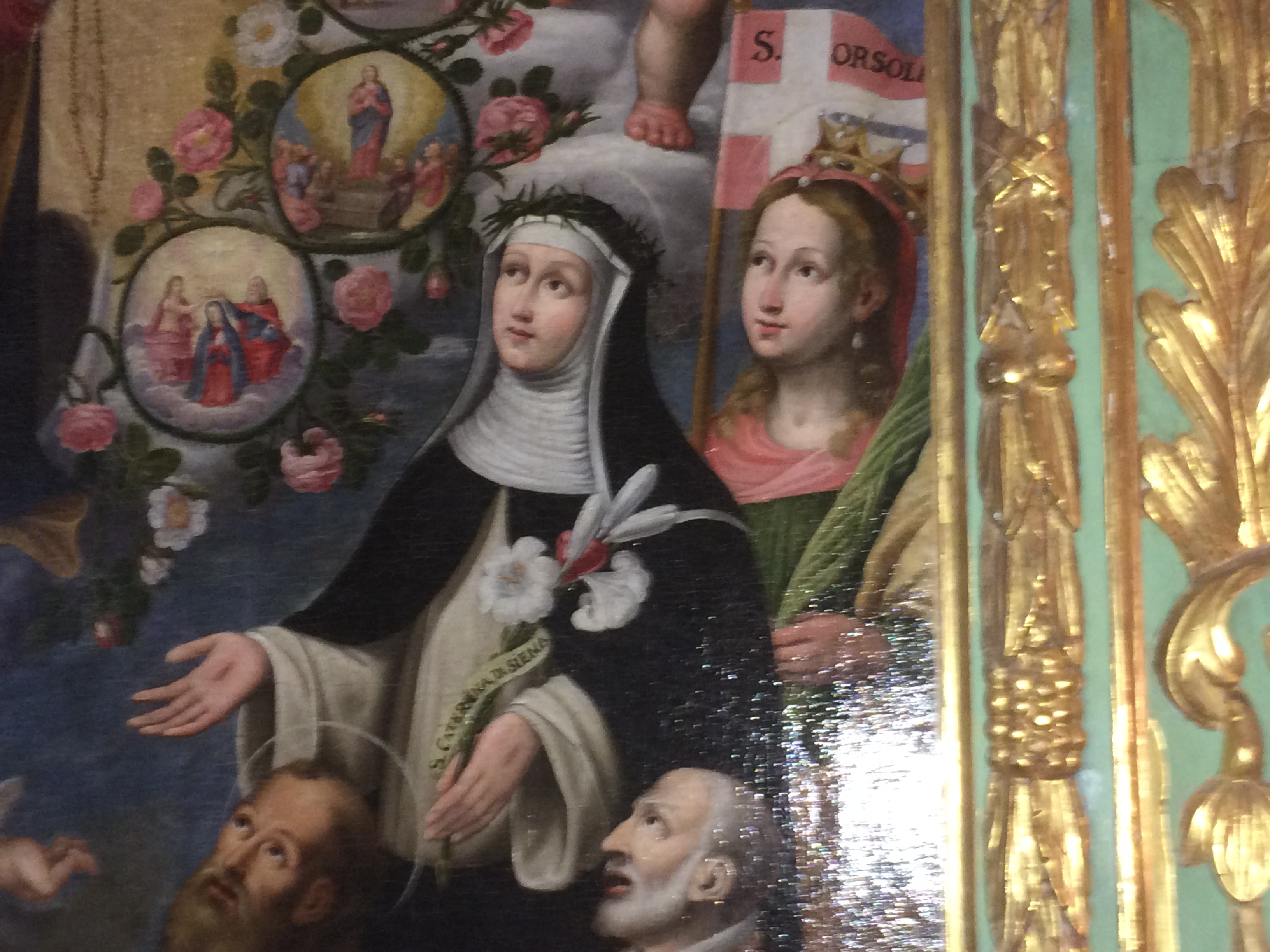
Au centre sainte Catherine de Sienne.
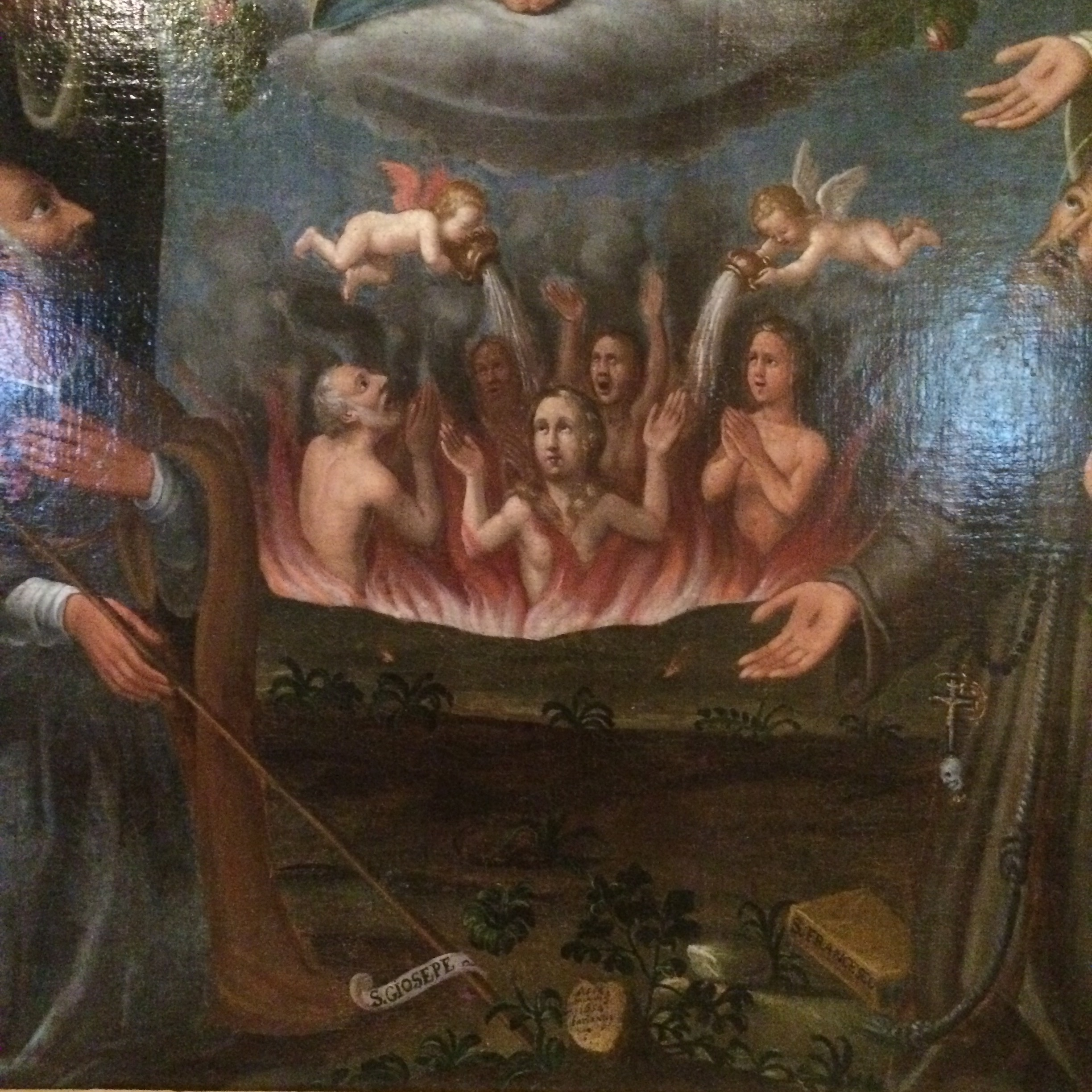
L'enfer.
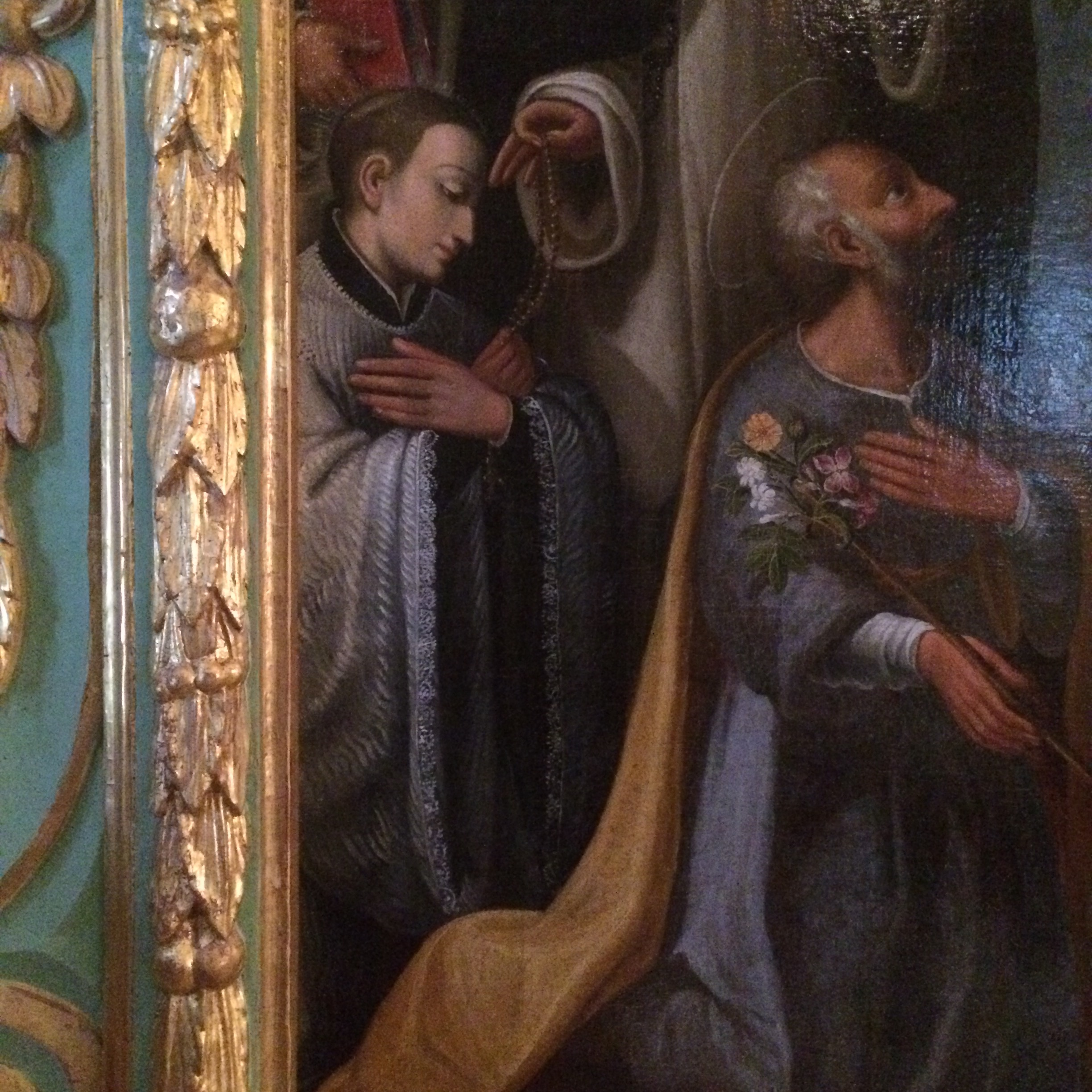
À gauche saint Louis de Gonzague et à droite saint Joseph.

## Localisation
L'église est située sur la commune de Saint-Paul-sur-Ubaye, dans le département français des Alpes-de-Haute-Provence.

## Historique
L'édifice est classé au titre des monuments historiques en 1920.